# 馬爾伯勒 (新澤西州普查規定居民點)
馬爾伯勒（英語：Marlboro）是位於美國新澤西州坎伯蘭縣的普查規定居民點。

## 人口
根據2020年美國人口普查的數據，馬爾伯勒的面積為1.00平方千米，皆為陸地。當地共有人口127人，而人口密度為每平方千米127人。